# Irtio
Nella mitologia greca, Irtio (o Irzio) è un capitano misio, menzionato da Omero tra gli alleati di Priamo al tempo della guerra di Troia. L'Iliade cita altri due capitani misi, i due fratelli Cromio ed Ennomo, ricordandoli nel Catalogo Troiano al libro II.

## Il mito

### Origini
Irtio è descritto come capo misio figlio di Girtia nel libro XIV dell'Iliade. Il fatto che non venga citato precedentemente insieme agli altri due condottieri Cromi ed Ennomo lascia supporre che il suo nome sia stato aggiunto successivamente nel poema, probabilmente a causa di una dimenticanza; è però possibile che Irtio sottostasse ai due personaggi già citati e che quindi, svolgendo un ruolo minore (forse il luogotenente), Omero abbia preferito non menzionarlo prima: oppure che egli fosse stato da pochissimo elevato al rango di condottiero; o ancora che fosse appena arrivato a Troia. I Misi erano alleati dei Troiani, in quanto il loro re Telefo era parente di Priamo: questi però non poté scendere direttamente in campo contro gli Achei, memore di essere stato risanato da Achille, che in precedenza l'aveva ferito in battaglia quando per sbaglio la flotta achea aveva invaso le sue terre.

### Morte
Irtio cadde in battaglia ucciso da Aiace Telamonio, allorché gli Achei, incoraggiati da Poseidone, sceso in battaglia per annientare i Troiani, si precipitarono sul campo di battaglia incalzando e sterminando senza pietà le file nemiche, demotivate tra l'altro dall'assenza di Ettore.